# Анн-Софі Біттігоффер
Анн-Софі Біттігоффер (фр. Anne-Sophie Bittighoffer; нар. 24 листопада 1977) — колишня французька тенісистка.
Найвищу одиночну позицію світового рейтингу — 339 місце досягла 24 Apr 1995, парну — 675 місце — 31 Oct 1994 року.
Здобула 1 одиночний титул туру ITF.

## Фінали ITF

### Одиночний розряд: 2 (1–1)
| Результат | Ранг | Дата              | Турнір                  | Покриття | Суперниця      | Рахунок       |
| --------- | ---- | ----------------- | ----------------------- | -------- | -------------- | ------------- |
| Поразка   | 1.   | 23 жовтня 1994    | Лангенталь, Швейцарія   | Ґрунт    | Алена Вашкова  | 3–6, 6–7      |
| Перемога  | 2.   | 13 листопада 1994 | Буенос-Айрес, Аргентина | Ґрунт    | Крістін Ньюмен | 3–6, 6–3, 6–2 |